# Републикански път III-508
Републикански път IIІ-508 е третокласен път, част от Републиканската пътна мрежа на България, преминаващ изцяло по територията на област Кърджали. Дължината му е 37,1 км.
Пътят се отклонява надясно при 353,4 км на Републикански път I-5 след разклона за град Момчилград и се насочва на югозапад през историко-геграфската област Царичина. Преминава през село Вълкович и достига до центъра на град Джебел. След града се насочва на юг преодолява източните части на Устренския рид на Жълти дял на Източните Родопи и отново слиза в долината на река Върбица. В този си участък последователно преминава през селата Рогозче, Овчево, Самодива, Хаджийско и Фотиново и южно от последното се съединява с Републикански път III-867 при неговия 56,3 км.
От пътя надясно се отделят два третокласни пътя от Републиканската пътна мрежа с четирицифрени номера:
- при 10,7 км, в центъра на град Джебел – надясно Републикански път III-5082 (19,2 км) през селата Папрат, Сипец, Мишевско, Църквица и Синчец до 41,7 км на Републикански път III-865;
- при 15,8 км, южно от град Джебел – надясно Републикански път III-5084 (12 км) през селата Мрежичко и Устрен до село Припек.

| Пътища, отклоняващи се надясно (населено място, № на пътя, посока на пътя) | Км   | Пътища, отклоняващи се наляво (посока на пътя, № на пътя, населено място) |
| -------------------------------------------------------------------------- | ---- | ------------------------------------------------------------------------- |
| Община Момчилград, I-5, 353,4 км →                                         | 0,0  | → 353,4 км, I-5, Община Момчилград                                        |
| (за с. Балабаново) общински път ←                                          | 0,4  | → общински път (за с. Върхари)                                            |
| (за с. Балабаново) общински път ←                                          | 1,6  |                                                                           |
|                                                                            | 2,2  | → общински път (за с. Софийци)                                            |
| Община Джебел, (за селата Рът и Поточе) общински път ←                     | 4,1  | Община Джебел                                                             |
|                                                                            | 6    | → общински път (за с. Плазище)                                            |
| с. Вълкович                                                                | 7,9  | с. Вълкович                                                               |
| (до 36,7 км на III-865) III-5082, 0 км, гр. Джебел ←                       | 10,7 | → гр. Джебел, общински път (за с. Чакалци)                                |
| (за с. Телчарка) общински път, гр. Джебел ←                                | 12   | гр. Джебел                                                                |
| (за с. Казаците) общински път ←                                            | 13,2 |                                                                           |
| (до с. Припек) III-5084, 0 км ←                                            | 15,8 |                                                                           |
| с. Рогозче                                                                 | 17,7 | → с. Рогозче, общински път (за с. Скалина)                                |
| (за с. Козица) общински път, с. Овчево ←                                   | 20,2 | → с. Овчево, общински път (за селата Скалина и Илийско)                   |
| Община Кирково                                                             | 23,4 | Община Кирково                                                            |
| с. Самодива                                                                | 26,2 | с. Самодива                                                               |
| (за с. Старово) общински път ←                                             | 26,8 |                                                                           |
|                                                                            | 28,4 | → общински път (за с. Брегово)                                            |
| (за с. Старово) общински път ←                                             | 29,3 |                                                                           |
|                                                                            | 30,4 | → общински път (за с. Кърчовско)                                          |
| (за с. Дрянова глава) общински път, с. Хаджийско ←                         | 31,3 | с. Хаджийско                                                              |
| с. Фотиново                                                                | 34,1 | → с. Фотиново, общински път (за с. Върбен)                                |
| (от с. Средногорци) III-867, 56,3 км →                                     | 37,1 | → 56,3 км, III-867 (до с. Подкова)                                        |